# گنگ‌گنگسوله
گنگ‌گنگسوله (به کره‌ای: 강강술래) یک نوع رقص کره‌ای است که قدمت ۵۰۰۰ ساله دارد و به نماد فرهنگی کشور کره تبدیل شده‌است. این مراسم شامل آواز، رقص، و بازی کردن است و منحصراً توسط زنان و عمدتاً در استان ساحلی جنوب شرقی جئولانام-دو برگزار می‌شود.

## تاریخ
ریشهٔ این جشن به حدود ۵۰۰۰ سال پیش باز می‌گردد، زمانی که کره‌ای‌ها بر این باور بودند که خورشید، ماه و زمین جهان را کنترل می‌کنند. شرکت‌کنندگان در این مراسم در زیر نور درخشان ماه بدر به امید برداشت محصول خوب، می‌رقصیدند و آواز می‌خواندند.
در قرن شانزدهم میلادی، در طول تهاجم ژاپن به کره (تهاجم هیده‌یوشی به کره (۱۵۹۸–۱۵۹۲)) دریاسالار یی سون-سین به زنان دستور داد تا یونیفرم نظامی به‌تن کنند و برقصند تا باعث ایجاد ارعاب و ترس در نیروهای ژاپن شوند؛ زنان نیز یونیفرم نظامی پوشیدند و در کوه اوکمای بر گرد آتش دستان یکدیگر را گرفتند و به دور آن حلقه زدند، سایهٔ این کار بر روی کوه، همچون حرکت سربازان در اردوگاه بود بنابراین نیروهای مهاجم ژاپن قدرت کره را در سطح بالایی تصور کردند. 
در تاریخ ۱۵ فوریه ۱۹۶۶ گنگ‌گنگسوله به عنوان یکی از میراث فرهنگی و معنوی در کره جنوبی تعیین  و در سال ۲۰۰۸ به فهرست میراث فرهنگی و معنوی یونسکو اضافه شد.

## نحوهٔ اجرا
به طور سنتی این رقص فقط توسط زنان در شب و بدون هیچ ابزاری انجام می‌شود. زنان پیر و جوان لباس سنتی کره‌ای برتن می‌کنند و در زیر نور مهتاب با گرفتن دست یکدیگر یک دایره تشکیل می‌دهند و موافق جهت عقربه‌های ساعت می‌چرخند، خواننده اصلی به صورت ترجیع‌بند آواز می‌خواند و دیگران همصدا گنگ‌گنگسوله پاسخ می‌دهند سرعت و تندای آواز پیش‌رونده‌است و سریعتر می‌شود و آنان از مشکلات شخصی، روزمرگی، خواسته‌ها و احساسات و روابط خود می‌خوانند. 